# Râșnița, Vaslui
Râșnița este un sat în comuna Laza din județul Vaslui, Moldova, România.
 Acest articol despre o localitate din județul Vaslui este deocamdată un ciot. Puteți ajuta Wikipedia prin completarea lui.